# 기원전 제4천년기

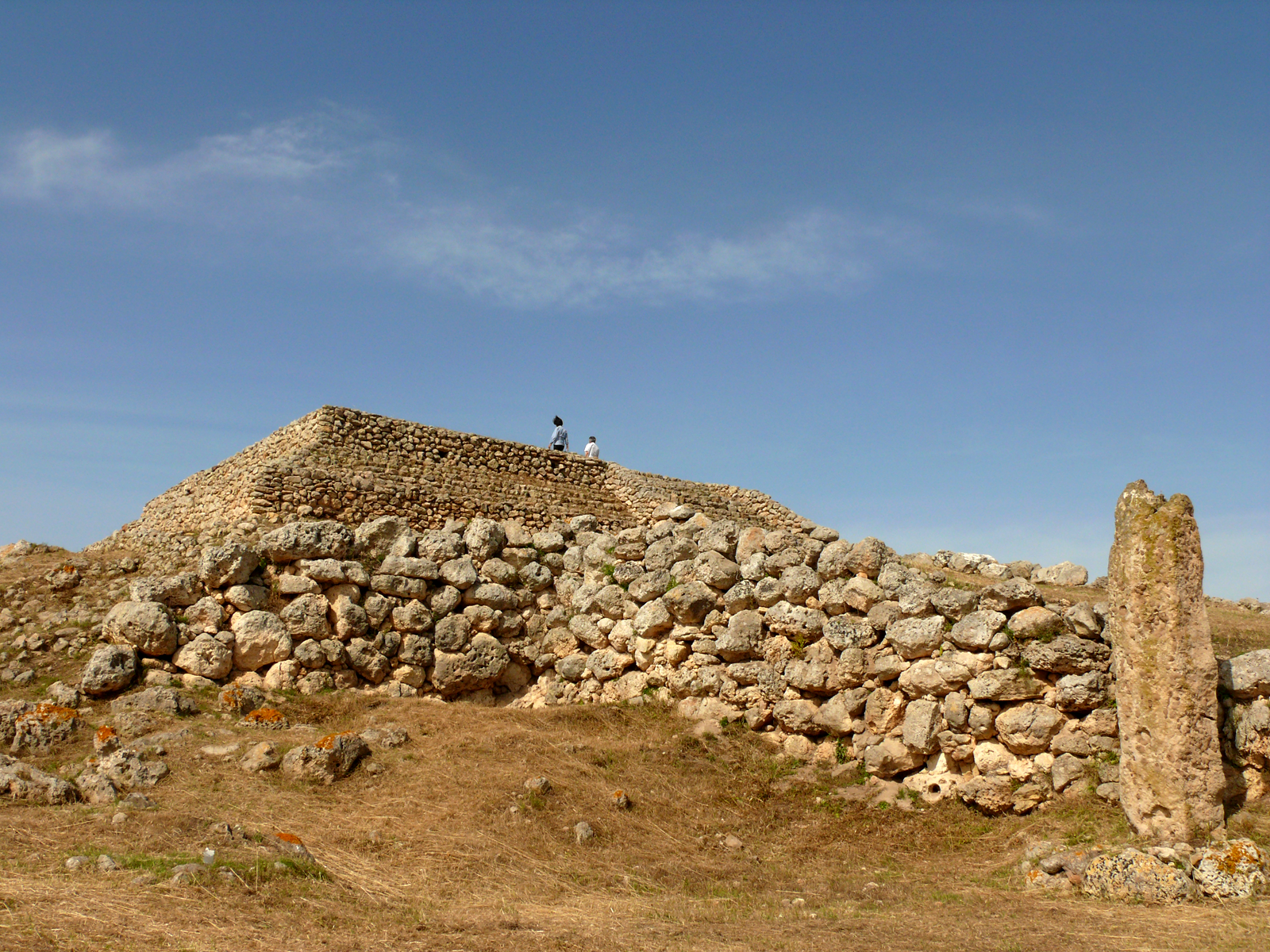
몬테 다코디는 이탈리아 사르데냐주에 위치한 고고학 유적지다. 기원전 4000년경 건축되었다.

기원전 제4천년기는 기원전 4000년부터 기원전 3001년까지를 일컫는다. 이 시기에 인간의 문화는 몇가지 중대한 변화를 맞이한다. 청동기의 시작과 문자의 발명이 그것으로, 특히 문자는 역사 시대로 들어서는데 큰 역할을 하게 되었다.
기원전 제4천년기에는 수메르의 도시 국가들과 이집트 왕국이 건국되고 이후 큰 문명으로 발전하게 되었다. 농경은 유라시아 전역에 널리 퍼져나갔다. 이 1000년간 세계 인구는 700만 명에서 1400만 명 정도로 늘어나 두 배로 증가했다.

## 문화
- 메소포타미아
  - 우루크 기 (수메르의 선대 문화) - 기원전 4100~3100년.
  - 원시 엘람 - 기원전 3200년~.
  - 후르리인들이 우르케쉬 (시리아 북부)를 건국.
- 아시아
  - 한반도에서는 빗살무늬토기 시대를 이어갔다. (기원전 8000년~2000년)
  - 중국에서는 신석기 문명이 출현했다. 이들은 천과 도자기 (주로 양사오 문화와 룽산 문화)를 제작하고 삼베옷을 입었으며 돼지와 개를 길렀다.
  - 베트남에서는 처음으로 청동기 문화가 출현했다. 이를 동다우 문화 (기원전 4000년~2500년)라고 부르며 화려한 청동기가 많이 만들어졌다.
  - 오스트로네시아인들이 발전된 항해술을 바탕으로 중국 대륙에서 타이완 섬으로 이동 (기원전 4000~3000년).
- 신석기 시대 유럽과 서유라시아
  - 크레타섬 - 미노아 문명 발생.
  - 얌나 문화 (쿠르간 문화) - 스레드니 스토그 문화의 뒤를 잇는 문화. 쿠르간 학설에서는 원인도유럽인 문화의 중심지로 봄.
  - 수혈 무덤 (쿠르간 문화) - 스레드니 스토크 문화의 뒤를 잇는 유적지. 구석기 지속론에서는 원인도유럽인 문화의 중심지로 봄.
  - 캅카스의 메이코프 문화 (기원전 3700~3000년경) - 당대 쿠르간 문화에 속했으며 유럽의 청동 제작 및 청동기 시대의 기원지로 거론되는 곳 중 하나.
  - 빈차 문화
  - 아파나세보 문화 (기원전 3500~2500년경) - 시베리아, 몽골, 신장, 카자흐스탄 지역에 있었던 후기 구리 시대 및 초기 청동기 시대 문화.
  - 얌나/쿠르간 문화 (기원전 3500–2300년경) - 폰스카스피 지역 (흑해 동부).
  - 쿠라-아락세스 문화 (기원전 3400~2000년경) — 아라라트 평원에 있던 초창기 문화
- 유럽 본토
  - 트리필리아 문화 - 15,000명이 거주하는 도시로 기원전 5500~2750년 존속.
  - 푼넬베커 문화 (기원전 4000~2700년경)가 유럽 남부에서 기원하여 지금의 우플란드로 조금씩 북상했다.
- 인도 아대륙
  - 인더스 문명
  - 메르가르 3~6기
- 아프리카
  - 나일강 유역의 나가다 문화 (기원전 4000~3000년. 지금까지 발견된 것 중 가장 오래된 상형문자가 기원전 3500년경 이 문화에서 출현했다. 아비도스의 한 통치자 무덤에 새겨진 표지에서 발견.

## 발명과 발견
- 기원전 4000년경
  - 수메르에서 손물레 발명.[1]

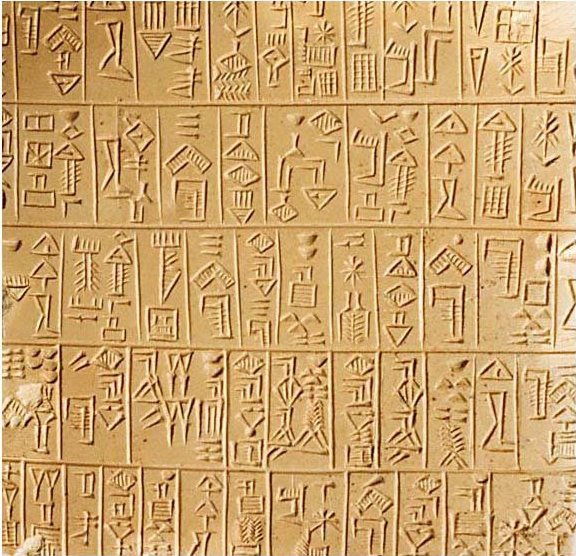
수메르의 쐐기문자

  - 수사가 도자기 제작의 중심지로 탈바꿈.
  - 유라시아 스텝지대에서 말 사육이 처음으로 이뤄짐. 정확한 지점은 지금의 카자흐스탄 북부 (보타이 문화).
- 기원전 3500년~기원전 2340년경
  - 수메르에서 바퀴 수레, 손물레, 청동기와 무기를 제작하고 지구라트 건설.
- 기원전 3250년경
  - 고대 근동 지역에서 손물레 발명.
- 기원전 3138년경
  - 유럽에서 처음으로 바퀴 출현. 슬로베니아 류블랴나 습지에서 발견된 나무 바퀴인 류블랴나 습지 바퀴가 바로 그것이다.[2] 탄소연대 측정으로는 약 5,150년 전의 것으로 추정되며 현재까지 발견된 것 중에서 가장 오래된 나무 바퀴이기도 하다.
- 기원전 3000년경
  - 이 시기 직후 메소포타미아에서 주석을 다루기 시작.[3]
- 메소포타미아의 수메르와 이집트에서 도시화가 시작.
- 우루크와 수사의 도시국가에서 처음으로 문자를 사용 (쐐기 문자). 이집트에서는 상형문자가 본격적으로 발전.
  - 이 시기 수메르 문자는 점토판에 기록됐으며 2,000여개의 상징부호가 등장했다.
- 지금의 러시아 남부와 우크라이나의 쿠르간 문화에서 처음으로 말 사육을 시작한 것으로 추정.
- 나일강에서 돛 사용 시작.
- 잉글랜드에서 스위트 트랙 건설. 세계 최초로 기술공법으로 만들어진 도로.
- 인더스 문명에서 배수로와 저수지, 하수처리장 출현.
- 수메르에서 빗면과 지레를 이용해 댐, 운하, 석조물 건설.
- 구리가 도구와 무기로 사용.
- 청동이 메이코프 문화에서 사용.
- 이집트 피라미드의 원조인 마스타바 건설.
- 스톤헨지의 첫단계 (흙으로 쌓은 원형 둑과 수로) 건설. 기원전 3100년경.
- 아일랜드의 세이데 필드 조성. 세계에서 가장 오래된 사육장이라는 주장이 제기되고 있다.
- 이집트와 남동유럽에서 흰색 도자기를 처음으로 제작.
- 이집트에서 하프와 피리 연주. 리라와 이중 피리 (아르굴, 미쥐즈)도 만들어졌다.
- 이집트와 수메르에서 구리합금 이용. 금과 은 합금법도 널리 알려졌다.
- 이집트에서 초창기 기수법 사용.
- 중동에서 아마포 생산.